# Movimiento Arubano Soberano
Movimiento Arubano Soberano (Nederlands: Arubaanse Souvereiniteitsbeweging), afgekort MAS), is een Arubaanse politieke partij. De partij werd opgericht op 17 september 2015 door Holmo Henriquez, een ondernemer, die tevens partijleider werd. De partij is voorstander dat de burger middels medezeggenschap meer macht toekomt, ongeacht wie het land bestuurt.

## Deelname verkiezingen
MAS debuteerde in de verkiezingen van 2017. Bij de voorverkiezing haalde de partij de vereiste drempel van 551 steunverklaringen; dit aantal werd echter bij de stemming bijna gehalveerd tot 287 stemmen. Met deze uitslag  bleef de partij buiten het parlement en gaf Henriquez te kennen te willen opstappen uit de politiek. Op 21 april 2021 nam Marisol Lopez-Tromp, voormalig minister namens de POR, de partijleiding over. Met een korte kandidatenlijst wist de MAS bij de statenverkiezingen op 25 juni 2021 4681 stemmen en twee statenzetels binnen te halen.